# Doritos

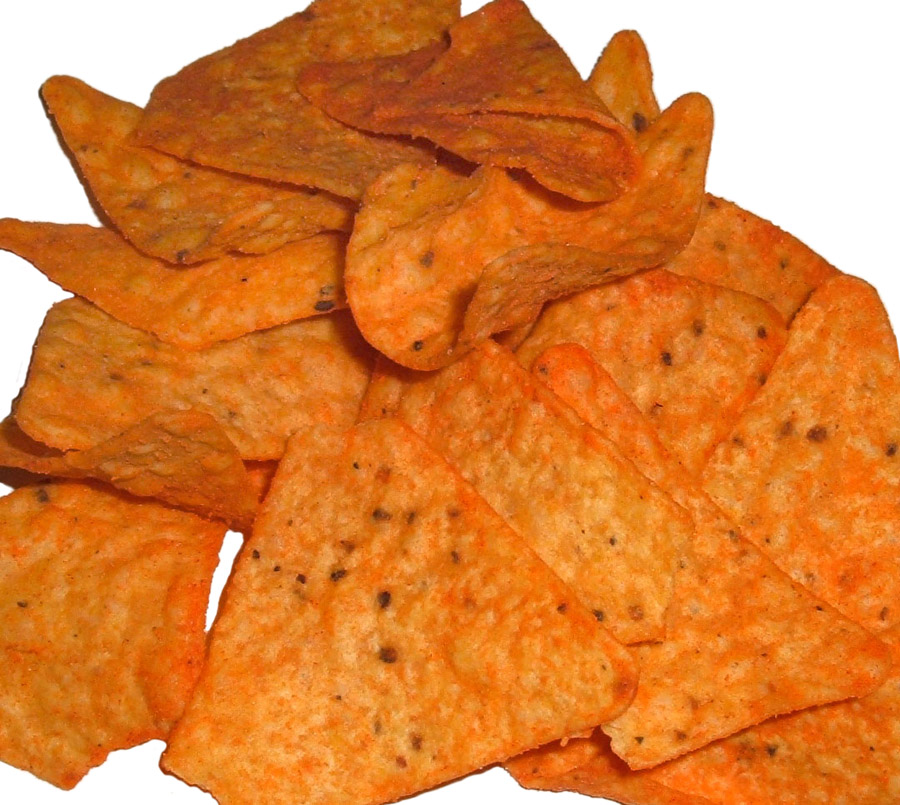
Doritos

Doritos – chipsy tortilla produkowane przez Frito-Lay.

## Historia
Doritos stworzył w 1965 prezes PepsiCo Donald Kendall. Jego zamysł był taki, żeby podawać przekąskę do Pepsi. Pierwszy raz Doritos były podawane w restauracji w Disneylandzie. W 2025 zaczęto testować kwadratowe wersje Doritosów.

## Rodzaje
- Cheese – o smaku sera
- Hot Corn – o smaku chilli
- BBQ – o smaku barbecue
- Sweet Chilli – o smaku słodkiego chilli
- Flamin' Hot – o smaku pikantnym